# Abida
 Abida  é o principal deus dos calmucos, seguidores do budismo. É aquele que proteje e regula a sorte das almas depois da morte, podendo conceder-lhe o direito de reencarnar num novo corpo humano ou num corpo animal.